# Burak
Burāk (arapski: البُراق ) je po islamskoj tradiciji, životinja iz raja na kojoj su jahali poslanici u svojim putovanjima na nebesa. Najčešće se spominje u priči o poslaniku islama Muhammedu s.a.v.s. (SallaAllahu alejhi we sellem) u kojoj se navodi da je u noći Isra i miradža jahao na njoj kroz sedam nebesa do Božijeg prijestolja.

## Opis
Burak je opisan kao inteligentno, svijetlo, mliječno-bijelo, četveronožno stvorenje s krilima.
Dio hadisa iz Buharijeve zbirke hadisa opisuje Buraka: "Doveden mi je burak. On je bijel i visok. Veći je od magarca, a manji od mazge. On svoja kopita stavlja dokle dopre pogled (korak mu je dokle seže pogled). Uzjahao sam i ga i brzo smo stigli do Jeruzalema. Zavezao sam ga za halku za koju vezuju poslanici. Ušao sam u Mesdžid-Al-Aksa i klanjao dva rekjata, a zatim izišao."
Također se prenosi da je Burak prevozio Ibrahima kada je posjećivao svoju suprugu Hadžeru i sina Ismaila iz Sirije u Meku.